# Macayo y Naranjo 2.ª Sección
Macayo y Naranjo 2.ª Sección es una localidad del municipio de Huimanguillo ubicado en la subregión de la Chontalpa del estado mexicano de Tabasco.

## Geografía
La localidad de Macayo y Naranjo 2.ª Sección se sitúa en las coordenadas geográficas 17°56′04″N 93°20′54″O / 17.934444, -93.348333, a una elevación de 20 metros sobre el nivel del mar.

## Demografía
Según el Conteo de Población y Vivienda 2020, efectuado por el Instituto Nacional de Estadística y Geografía, la localidad de Macayo y Naranjo 2.ª Sección tiene 464 habitantes, de los cuales 236 son del sexo masculino y 228 del sexo femenino. Su tasa de fecundidad es de 2.47 hijos por mujer y tiene 132 viviendas particulares habitadas.
| Gráfica de evolución demográfica de Macayo y Naranjo 2.ª Sección entre 1910 y 2020 |
|                                                                                    |
| INEGI.                                                                             |